# 太陽常數

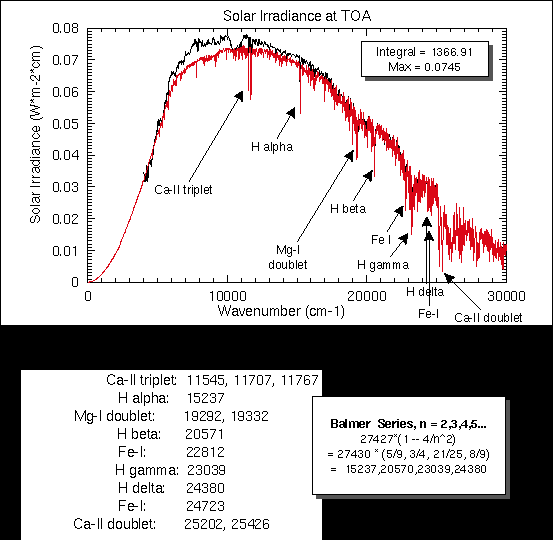
在大氣層頂的太陽光譜，橫軸是波長

太陽常數是太陽電磁輻射的通量，也就是距離太陽一天文單位處（約為地球離日平均距離），單位面積受到垂直入射的平均太陽輻射強度。由人造衛星測出在太陽極小期約為1.361 kW/m²，在太陽極大期約為1.362 kW/m²，差了0.1%。太陽常數包括所有形式的太陽輻射，不是只有可見光。太陽常數並不是科學技術數據委員會頒布的真正不變的物理常數，而只是一個變動值的平均，在過去400年間變動小於0.2%。

## 計算
先由位於地球大氣層頂端的人造衛星測量太陽輻射的強度，再利用平方反比定律將距離調整為一天文單位以得出太陽常數。測得平均值約為1.3608±0.0005 kW/m²，也就是每分鐘81.65 kJ/m²，或是每分鐘1.951蘭利。
太陽輻射輸出幾乎是常數，其變動值很小。在人造衛星出現之前很難精確偵測（在1954年為±2%），現今測量值約在0.1%範圍波動（過去三次太陽黑子十一年週期的平均），可參見太陽週期。

## 歷史
1838年，法国物理学家Claude Pouillet，利用自製的簡陋直射太陽輻射計，第一次试图直接测定太阳常数，得到數值1.228 kW/m²，與現代估計相符。
1875年，法国物理学家Jules Violle接續了Pouillet的工作，根據他在法國勃朗峰的測量得出了較大的測量值 1.7 kW/m²。
1884年，塞繆爾·彭爾龐特·蘭利在加州的惠特尼山嘗試測量太陽常數，並經由在不同的日子與時刻進行測量，以試圖校正地球大氣層吸收的影響。但他最後得到的數值2.903 kW/m²明顯過大。
在1902年至1957年間，查理斯·艾博特和其他人在幾個高海拔地區測量出介於1.322 kW/m²及1.465 kW/m²的數值。艾博特證明蘭利所使用的其中一個校正項是錯誤的。艾博特的結果約在1.318 kW/m²及1.548 kW/m²間波動，這波動來自於太陽本身而非地球的大氣。
在1954年，太陽常數估計為2.00 cal/min/sq cm ± 2%。現行數值低了約2.5%。

## 與其它測量值的關係

### 太陽輻射
地球大氣頂端接受到的太陽輻射會因為地日距離的不同，而在一年裡上下變動約6.9%（從二月上旬的1.412 kW/m²到七月上旬的1.321 kW/m²），但逐日變動通常小於0.1%。全地球（地球截面積約為127,400,000 km²）接受到的能量為1.730×1017 W±3.5%。太陽常數會在長時間內變動（參見太陽週期），但在一年內其變動比大氣頂端受到的太陽輻射小得多。這是因為太陽常數是在一天文單位處測量，但是地球受到的太陽輻射會受到地球軌道離心率的影響。地日距離以一年為單位變化，在近日點時約為147.1·106公里，在遠日點時約為152.1·106公里。
地球受到的總輻射還取決定地球的截面積（π·RE²），隨著地球轉動，地球受到的能量會散布在全地球表面（4·π·RE²）。若將未受到太陽照射的那一半也納入考量的話，平均而言地表受到的能量是太陽常數提供的四分之一（約為340 W/m²）。真正到達地表的能量還會受到大氣吸收的影響，一般而言地表受到的太陽輻射會隨著天氣狀況、緯度及時刻而變。

### 視星等
太陽常數包括所有形式的太陽電磁輻射，不是只有可見光的範圍（參見電磁頻譜），太陽的視星等為-26.8等和太陽常數有正相關。太陽常數和太陽的星等是描述太陽亮度的兩種方法，但是視星等只與太陽的可見光輸出有關。

### 太陽總輻射
從太陽看地球的角直徑只有1/11,000弧，所以從太陽看地球的立體角只有1/175,000,000 球面度。因此，太陽輻射出的能量是地球獲得的22億倍，也就是大約 3.826×1026瓦特。

## 過去太陽輻射的變化
從太空觀測太陽輻射始於1978年，這些觀測表明太陽常數不是常數，會隨著太陽黑子的11年週期而變。如欲追溯更遠的過去，我們必須仰賴其它的數據來重建太陽輻射的強度，像是太陽黑子可追溯400年，而宇宙輻射核種可追溯10,000年。重建結果表明太陽輻射會依不同週期而變動，包含：11年(Schwabe)、88年(Gleisberg cycle)、208年(DeVries cycle)及1,000年(Eddy cycle)。

## 大氣環境造成的變化
太陽能量最多約75%的可到達地表，即使在無雲的天氣，大氣也會反射及吸收太陽輻射。